# Gwaai
Gwaai est une localité du Zimbabwe située à 247 km de Bulawayo, dans le Matabeleland. Elle tire son nom de la rivière Gwaai, dont le nom signifie « tabac » en Ndébélé[réf. souhaitée].
Ce village, situé sur la route nationale reliant Bulawayo à Victoria Falls, fut jadis le centre d'un secteur réservé à l'élevage[réf. souhaitée]. Il est aujourd'hui situé au cœur des territoires de chasse et des zones de safaris privés[réf. souhaitée].
« La localité ne présente aucun intérêt » si ce n'est celui d'être située à une distance raisonnable (une quarantaine de kilomètres) du parc national de Hwange.